# Рубелий Плавт
Гай Рубелий Плавт (на латински: Gaius Rubellius Plautus; * след 33 г.; † 62 г.) е римски аристократ и конкурент на император Нерон.

## Биография
Син е на сенатора Гай Рубелий Бланд (суфектконсул 18 г.) и Юлия, дъщеря на Ливила и Юлий Цезар Друз и внучка на император Тиберий и Випсания Агрипина. Брат е на Рубелия Баса, която се омъжва за Октавий Ленат, чичо по майчина линия на бъдещия император Нерва.
През 60 г. на небето в Рим се появява комета, което римляните считат за знак за смяна на императорския трон. Имало и други знаци, което водело до предполагането, че Рубелий ще е новият император. Тогава Нерон му пише учтиво писмо с молбата заради спокойствието в Рим да се изсели в Азия. Рубелий го послушва и се изселва с жена си Антисция Полита, дъщеря на Луций Антисций Вет (консул 55 г.). През 62 г. Нерон го екзекутира поради съмнение, че планува бунт против него. За да избегнат присъда Антисция Полита, баща ѝ и майка ѝ Секстия се самоубиват през 65 г.